# Sergio Olguín

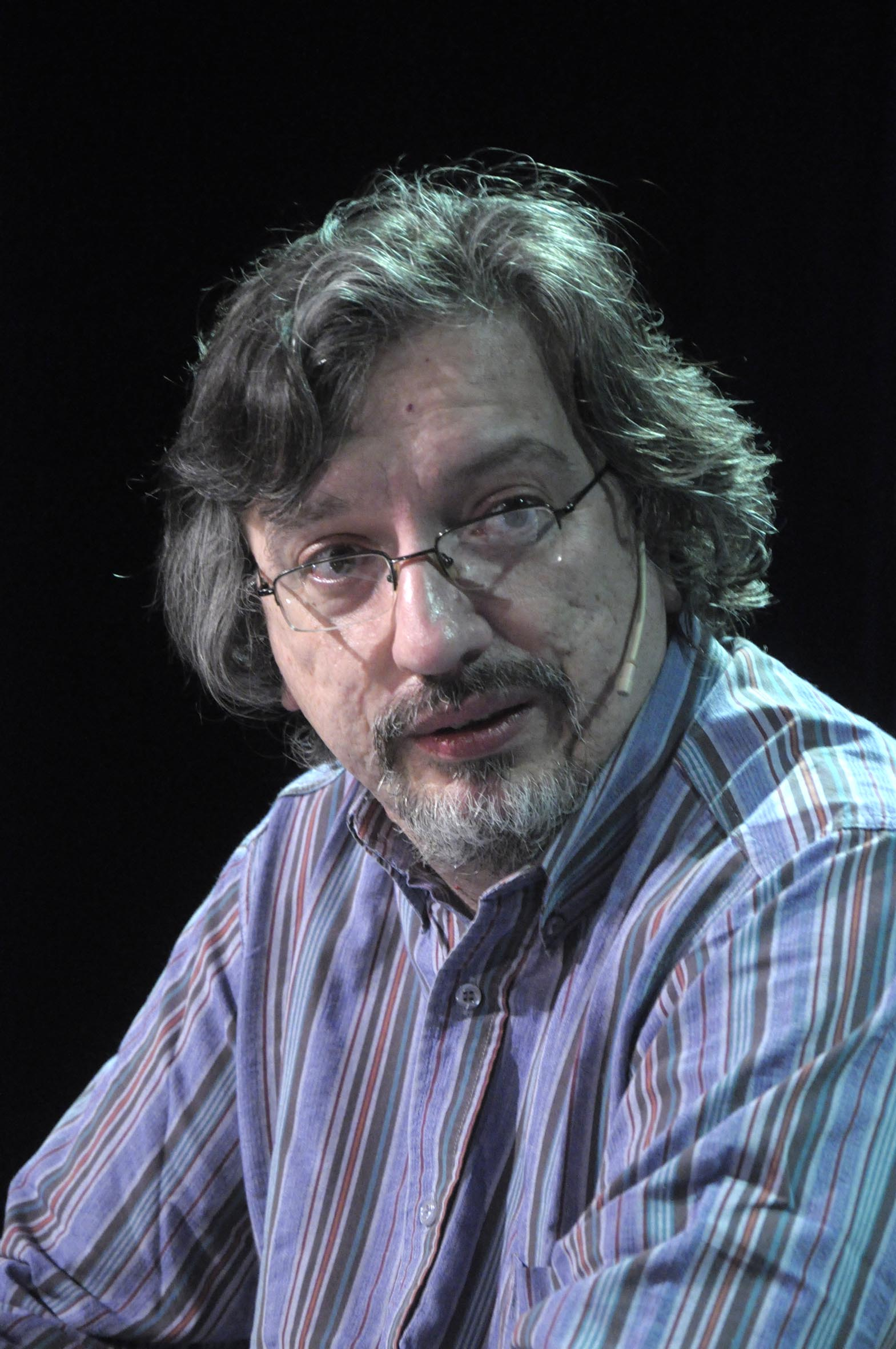
Sergio Olguín (2011)

Sergio Olguín (Buenos Aires, 29 januari 1967) is een Argentijns auteur, journalist en literair criticus. Terwijl de meeste van de romans die hij tot op heden heeft gepubliceerd tot de jeugdliteratuur behoren, heeft hij ook verhalen en romans die niet in deze categorie vallen gepubliceerd.

## Biografie
Hij groeide op in Lanús, een buitenwijk van Buenos Aires, en studeerde letterkunde aan de Universiteit van Buenos Aires.
In 1983 won hij de Eerste Prijs van de Kortverhalenwedstrijd, georganiseerd door het tijdschrift Humor & Juegos.
Hij begon zijn journalistieke activiteiten in 1984. Gedurende zijn carrière heeft hij artikelen gepubliceerd in kranten zoals Página/12, La Nación, El País (Montevideo) en La Capital en de tijdschriften trespuntos, Playboy, La Maga, Noticias, Film, Karavan (Stockholm) en andere media. Tot 1989 werkte hij als redacteur van het tijdschrift Famiglia Cristiana, uitgegeven door de nonnen van de Congregatie van de Dochters van St Paulus.
In 1989 was hij de gezamenlijke winnaar van de eerste prijs in de categorie 'poëzie' van de Primera Bienal de Arte Joven (Eerste Biënnale van de Jeugd kunst) van de stad Buenos Aires. Hij behaalde ook een speciale vermelding in de categorie 'verhalen'. Het volgende jaar richtte hij het culturele tijdschrift V de Vian op, dat hij leidde tot 2000. Het tijdschrift had de bedoeling om te choqueren en had altijd de foto van een naakte vrouw op de voorpagina. De Argentijnse Boekkamer kende dit magazine de Julio Cortázar Prijs voor alternatieve media toe in 1998.
Hij was co-auteur van het toneelstuk "Imakinaria" dat in 1990 in première ging in Cemento. Het stuk werd ook opgevoerd in het Centro Cultural Ricardo Rojas van de Universiteit van Buenos Aires in 1990. In hetzelfde jaar was hij een van de oprichters van het tijdschrift El amante cine, dat hij leidde tot 1992.
Van 1992 tot 1998 was hij verantwoordelijk voor de literaire sectie van het tijdschrift Página/30. Hij was ook coördinator voor het literaire luik van het culturele evenement Desde el Borde, georganiseerd door de Fundación Banco Patricios in 1993.
Het jaar daarop behaalde hij een eerste vermelding in het Concurso de Narrativa del Concejo Deliberante van de Stad Buenos Aires. Hij was redacteur van de boeken Secretos femeninos. Aguafuertes inéditas en Tratado de delincuencia. Aguafuertes inéditas die voorheen niet gebundelde journalistieke en kritische geschriften van de Argentijnse cultschrijver Roberto Arlt verzamelden en werden gepubliceerd op Ediciones 12 en Página/12 in 1996.  Van 1997 tot 1999 was hij verantwoordelijk voor de uitgeverij Vian Ediciones en directeur van de cultuur en entertainmentsecties van de zakenkrant Buenos Aires Económico.
Zijn kortverhalenbundel Las griegas (De Grieken) werd gepubliceerd door Editions Vian in 1999. In hetzelfde jaar was hij de redacteur van het boek Najdorf X Najdorf, geschreven door Liliana Najdorf en was hij de redacteur en schreef hij een voorwoord voor de bundel Los mejores cuentos Argentinos (De beste Argentijnse kortverhalen). Hij was ook de redacteur verantwoordelijk voor de hoofdstukken over literatuur en mythen van de twintigste eeuw van het portaal beheerd door Advance Telecomunicaciones onder de Telefonica Groep.
In 2000 werd hij lezer en adviseur van de uitgever Tusquets Editores Argentina. Hij bewerkte en schreef het voorwoord voor Cross a la mandibula, Perón vuelve (Norma) en La Selección argentina. Tot 2003 was hij hoofdredacteur van de portal TangoCity.
Zijn romanLanús werd gepubliceerd in 2002. Een van zijn verhalen Hecha una furia(Een furie geworden) werd opgenomen in de Duitstalige bloemlezing Zerfurchtes Land. Neue Erzählungen aus Argentinien (Gegroefd land. Nieuwe verhalen uit Argentinië) (Hainholz-Verlag, Göttingen), gepubliceerd in hetzelfde jaar.
De uitgever Tusquets publiceerde zijn roman Filo in 2003. In hetzelfde jaar was Olguín de redacteur van het boek Escritos con sangre (Written in Blood) (uitgegeven door Standard), een bloemlezing van verhalen die gebaseerd zijn op Argentijnse politiezaken. Hij schreef ook het voorwoord voor dit boek. Hij werd lid van de raad van bestuur van het tijdschrift Lamujerdemivida (Devrouwvanmijnleven), waarvan hij later de hoofdredacteur werd.
De roman El equipo de los sueños (Het droomteam) werd gepubliceerd in 2003 en won de Premio Destacados toegekend door de Asociación Argentina de Literatura Infantil y  Juvenil (Argentijnse Vereniging voor Kinder- en Jeugdliteratuur) in de categorie 'fictie'. De Franse vertaling van dit boek was finalist voor de 2006 Prix Libbylit "voor de beste roman in een Franstalige editie" (Brussel).
Hij leidde de reeks "Andanzas Crónicas" van de uitgeverij Tusquets vanaf 2006.
In 2007 werd zijn roman Springfield (alternatieve titel: Vivir en Springfield) gepubliceerd. De roman won de juryprijs voor Kritiek op de Boekenbeurs van Buenos Aires.
Zijn roman  Oscura monótona de sangre  won de 2009 Tusquets prijs voor literatuur.  De jury die de prijs uitreikte werd voorgezeten door Juan Marse.